# Извори и хијерархија пословног права Републике Србије
Изворе права представљају општи правни акти којима се непосредно (устав, закон, уредба) или посредно (судска пресуда, судска пракса) стварају опште правне норме. Општи правни акти су писмене форме (језичке) које имају правну снагу (прописи - текстови попут закона) а чији садржај државни и други органи као и грађани користе приликом утврђивања важеће правне норме односно важећег права.
Хијерархијски нижи (мање битни) извори права морају бити усклађени са хијерархијски вишим (важнијим) изворима права. Хијерархијски нижи извори права морају основ сопственог важења имати у хијерархијски вишим изворима права.

## Хијерархија пословног права
Држећи се начела хијерархије правних аката, основни извори пословног права у правном систему Републике Србије могу се разврстати на следећи начин (од хијерархијски најбитнијег ка најмање битном извору права):

### Устав
Устав је највиши правни акт Републике Србије. Устав садржи правне норме о: организацији Државе, темељним структурама целокупног државно- правног поретка, правном статусу грађанина, људским правима, као и начела и вредности на којима су основне правне норме утемељене. Сви закони и други општи акти донети у Републици Србији морају бити сагласни са Уставом.

### Потврђени међународни уговори
Велики значај за међународно-пословно и пословно право, предузећа и друштва и њихову делатност имају међународне, посебно мултилатералне конвенције. На том плану велику улогу је одиграла комисија УН. Потребно је истаћи да су међународне конвенције, уколико их је једна држава ратификовала, на хијерархијској лествици у примени извора права на врху, чак и изнад домаћих позитивних закона.

### Закони
Закони у области оснивања и делатности предузећа и друштва су најзначајнији савезни закони (закон о предузећима и закон о облигационим односима). Законом о предузећима, регулишу се основна питања и институти који се односе на предузећа и друштва, врсте односно облике оснивања предузећа и друштва, делатност, седиште и фирма предузећа, упис у судски регистар, заступање предузећа, имовину предузећа, статусне промене предузећа и престанак предузећа. Закон о облигационим односима је значајан извор права за привредно право, посебно привредно уговорно право, јер се овим законом регулишу основна начела, настанак обавеза, закључење уговора, као и општа дејства уговора, питања проузроковања штете и њене накнаде, питања у вези са хартијама од вредности, као и питања у вези са престанком обавезе. Законе доноси Законодавни орган односно Народна Скупштина Републике Србије. Право предлагања закона, других прописа и општих аката имају: сваки народни посланик, Влада, Скупштина аутономне покрајине или најмање 30.000 бирача. Заштитник грађана и Народна банка Србије имају право предлагања закона из своје надлежности.

### Подзаконски акти
- Уредба - Влада уредбом подробније разрађује однос уређен законом, у складу са сврхом и циљем закона.
- Правилник – Министарства Правилником разрађују поједине одредбе закона или прописа Владе.
- Наредба – Министарства Наредбом наређују или забрањују неко понашање у једној ситуацији која има општи значај.
- Упутство – Министарства Упутством одређују начин на који органи државне управе и имаоци јавних овлашћења извршавају поједине одредбе закона или другог прописа.

Уредбе, Правилници, Наредбе и Упутства објављују се у „Службеном гласнику Републике Србије”.

### Општи акти организација којима су поверена јавна овлашћења
Законима и другим општим актима се организацијама могу поверити јавна овлашћење као и право да регулишу одређену привредну активност.

### Узансе
Узанса јесте пословни обичај који је прерастао у правило које се примењује у трговинским трансакцијама а које је кодификовало (објавило, сакупило и систематизовало) неко овлашћено тело.

### Судска пракса
У западним земљама (САД, Енглеска и сл) судска пракса јесте извор права. Судски прецедент обавезује судове да и убудуће, на одређен или сличан начин, решавају правне ситуације које би се јавиле.

### Правна наука
Правна наука може се сматрати да наука права јесте један од допунских извора права који има за циљ да изврши систематизацију правних норми и института, те исте адекватно протумачи и да изврши одређено уопштавање.
Извори права су јавни и доступни свим грађанима и морају бити јавно објављени на Уставом утврђен начин. Извори права не могу ступити на снагу односно не могу се почети примењивати раније од 8 дана од њиховог објављивања. Закони и сви други општи акти, објављују се пре ступања на снагу. Устав, закони и аконски општи акти Републике Србије објављују се у републичком службеном гласилу.